# Valle de la Clarée
El valle de la Clarée es un valle pintoresco en los Alpes franceses, cerca de Montgenèvre, Briançon y la frontera franco-italiana. El río Clarée atraviesa el valle. 

## Descripción
Las montañas a ambos lados son parte del Macizo des Cerces. Hacia el oeste tienen una altura de entre 2800 y 2900 m, mientras que en el lado este tienen una altura de entre 2300 y 2400 m. En consecuencia, la nieve se derrite lentamente y da lugar al nombre de la comuna central Névache que significa "nevado". 
El valle se encuentra entre 1400 y 2000 m y tiene prados y bosques de alerces. Esta situación alpina crea una gran diversidad biológica con varios hábitats diferentes, como los suelos inundados y las turberas. Estos valles contienen el 39% de las especies de plantas conocidas en los Alpes franceses y el 61% de las que se encuentran en el distrito de Briançon. 
El valle de la Clarée y el adyacente valle Estrecho cubren 26,000 hectáreas y tienen famosas rutas de senderismo (GR 57, Tour du Mont Thabor, Grade Travesía de los Alpes). Los valles son un área excepcional que se ha conservado en su estado natural. La agricultura, la silvicultura y la cría de ganado todavía se llevan a cabo tradicionalmente. 
En consecuencia, el valle es una de las partes más visitadas del departamento de Hautes-Alpes. Los visitantes se han estimado en 600.000 visitas por año. Como resultado, los valles han recibido el estatus de áreas protegidas desde 1992. En el verano, el valle es visitado por ciclistas y caminantes y por jinetes que usan los establos de Les Alberts. 
El río se utiliza para practicar deportes acuáticos, especialmente en primavera que es cuando la nieve se derrite. Hay tramos de aguas bravas, que son utilizadas por kayaks y balsas de aguas bravas. Hay una espectacular cascada en Fontcouverte. 
El valle en invierno está cubierto de nieve, y es disfrutado por muchos esquiadores de fondo. Hay más de 65 km de senderos. Tiene uno de los principales circuitos donde se entrena el equipo francés de campo a través. Aunque es popular para el esquí de fondo, el grado de protcción del valle ha impedido la instalación de remontes. 
El valle es famoso por sus numerosos relojes de sol. 

## Acceso
El valle es accesible en coche a través del Col de Montgenevre desde Briançon en verano o por el Col de l'Echelle desde Bardonecchia (Italia). En julio y agosto, la parte más alta del valle está cerrada al transporte motorizado. Sólo se permite un servicio de transporte para llevar a los turistas al Refugio de Laval a 2000 m. 

## Lugares y monumentos

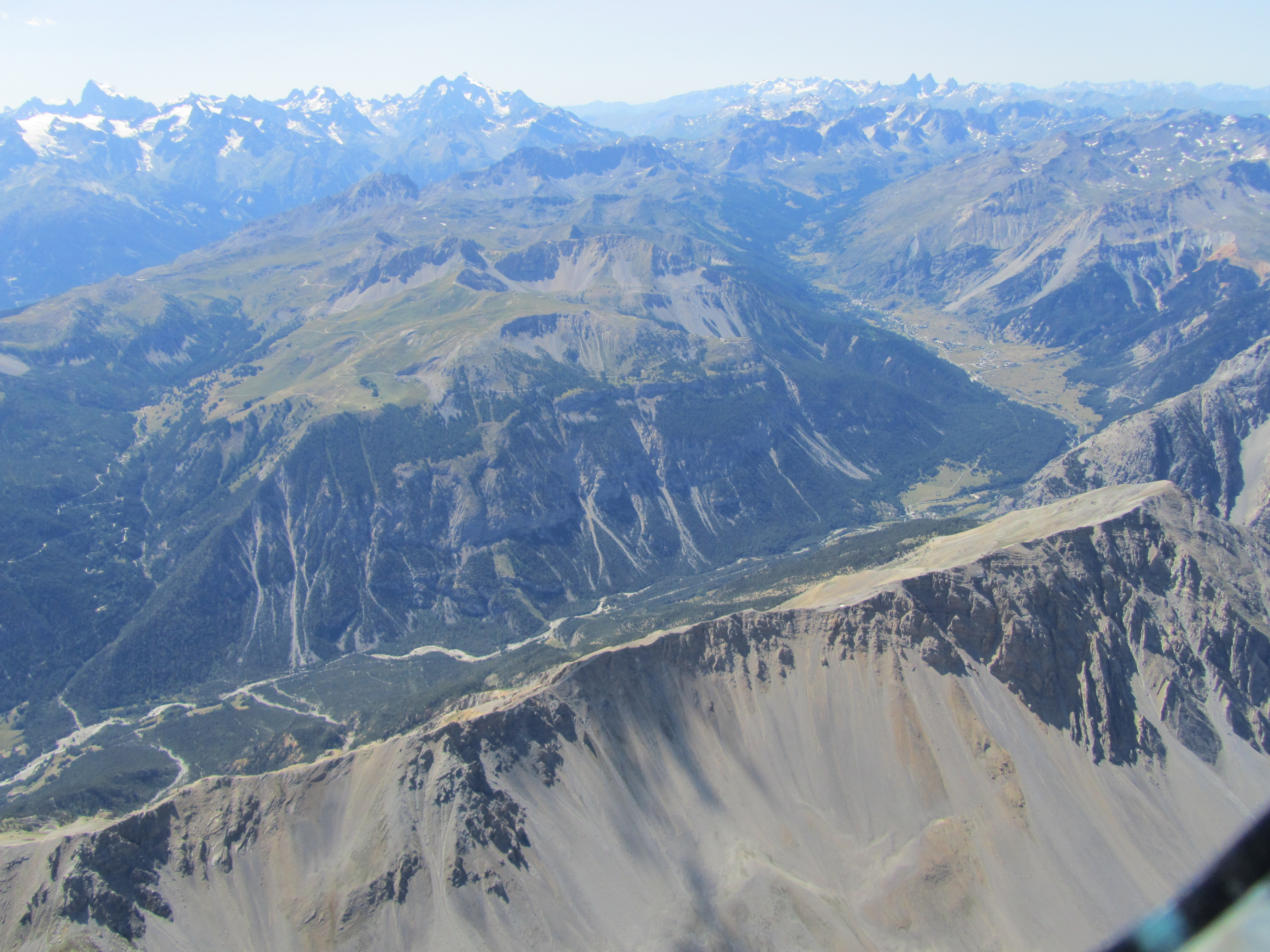
Imagen del valle de la Clarée (tomada desde 3.500 m de altitud).

- Col de l'Echelle
- Le Rosier
- Nevache
- Plampinet
- Val-des-Prés